# Philipp I. (Namur)
Philipp I. von Hennegau (* 1175; † 5. Oktober 1212 in Valenciennes) war Markgraf von Namur von 1196 bis 1212. Er war der zweite Sohn des Grafen Balduin V. von Hennegau und Namur und der Margarete von Elsass, Gräfin von Flandern.

## Leben
Sein Vater erhielt die Grafschaft Namur von seinem eigenen Onkel, Heinrich IV. der Blinde, der ihn, selbst ohne Kinder, 1165 als Erben eingesetzt hatte. Als Heinrich dann aber doch noch eine Tochter bekam, Ermesinde, zog er die Erbschaft zurück. Balduin griff zu den Waffen, schlug Heinrich und eroberte 1190 die Grafschaft Namur, die dann 1194 von Kaiser Heinrich VI. zur Markgrafschaft erhoben wurde. Namur hinterließ Balduin testamentarisch seinem Sohn Philipp unter der Bedingung, dass Namur Vasall Hennegaus sei. 
Graf Theobald I. von Bar, der Ehemann Ermesindes, hatte den Anspruch auf Namur nicht aufgegeben und griff Philipp an. Der Krieg dauerte drei Jahre und endete mit dem Vertrag von Dinant vom 26. Juli 1199, in dem Philipp in seinem Besitz bestätigt wurde.
Als sein älterer Bruder Balduin VI. (1171–1205) am Vierten Kreuzzug teilnahm, übernahm Philipp für ihn und dann auch für dessen minderjährigen Töchter Johanna und Margarethe die Regentschaft.
Während eines Kriegs mit Frankreich geriet er in Gefangenschaft, aus der er sich nur freikaufen konnte, indem er zum einen die Ehe (August 1210) mit Maria, einer Tochter des Königs Philipp II. August und der Agnes-Maria von Andechs-Meranien, einging, zum anderen seine beiden Nichten als Geiseln an den französischen Hof schickte. Die Folge dieser Übereinkunft war ein Aufstand in Flandern und Hennegau, der zu seinem Rückzug von der Regentschaft führte.
In Namur zeigt er sich friedlich, fromm und als Förderer der sozialen Entwicklung, trat als Vermittler zwischen verfeindeten Herren auf. Er starb am 5. Oktober 1212 in Valenciennes an Dysenterie und wurde in Namur begraben. Da er selbst ohne Nachkommen war, hatte er seinen Neffen Philipp von Courtenay zum Nachfolger bestimmt.